# 原田奈津美
原田奈津美（はらだ なつみ、1992年3月10日 - ）は、日本のタレント、ファッションモデル、実業家である。

## 来歴
神奈川県生まれで、福吉真璃奈、筧美和子らを輩出した2013年度のワンライフモデルオーディションにおいてファイナリストになったことから活動を開始。当初の芸名は「奈津美」として、芸能事務所ユニークに所属していたが、同社の事業停止及び、2017年7月24日に東京地方裁判所から破産手続開始決定を経て、本名の原田奈津美に改名し、現事務所へ移籍。
GirlsAwardなどのランウェイモデルや、『fashionwalker.com（ファッションウォーカー）』でのモデル活動をしながら、インターネット放送や地上波のバラエティ番組にも活躍の場を広げる。2016年の東京ガールズコレクションにおいて開催されたビジネスアイデアオーディションにおいて、グランプリを受賞したことから、その賞金を元に起業した、グラマーサイズに特化した下着ブランド「ivyy」を運営する会社の社長でもある。
2019年7月23日に結婚したことを発表した。

## 出演

### TV・インターネット放送
- お願い!ランキング (テレビ朝日)
- 山里と100人の美女 (TBS)
- 乙女の天然水 (BS11)
- 林修の今でしょ!講座 (テレビ朝日)
- 男差値（メンサチ）～女が男を選ぶ8つの条件 (AbemaTV)
- 漢たちとおさんぽ (FRESH! by Cyber agent)
- あやなつさんぽ (FRESH! by Cyber agent)
- 私立FRESH！学園DJ部 (FRESH! by Cyber agent)
- 人類総美女化プロジェクト～やっぱり美女が好き (FRESH! by Cyber agent)

### 雑誌
- 週刊SPA!(扶桑社)
- VoCE(VoCEST!3期生)
- 美人百花
- ゼクシィ Premier
- 週刊プレイボーイ

### 連載
- 部屋とランジェリーと私(DRESS/ヒトメディア)

### ファッションショー
- GIRLS AWARD 2015 S/S　ロコブティック
- ワンライフモデルオーディション 2013
- TOKYO RUNWAY 2013AW
- KOBE RUNWAY 2013AW
- LIKE IT PLUS 2014

### モデル
- Social GIRL
- fashionwalker.com
- Wella illumina color
- Inhabitant 2014spring
- Heather dialy
- antenna Shibuya coffee Trip
- LOVESHOT2015 イメージモデル

### その他
- RISE2013 ラウンドガール

## 音楽作品

### ミュージックビデオ
- Bas - Penthouse(www.FIENDS.nyc / www.dreamville.com)
- RYKEY - Walk(Manhattan Records / Manhattan Recordings)